# کمپو فرموزو
کمپو فرموزو (به پرتغالی: Campo Formoso) یک منطقهٔ مسکونی در برزیل است که در باهیا واقع شده‌است. کمپو فرموزو ۷٬۲۵۸٫۶۸ کیلومتر مربع مساحت و ۷۱٬۴۸۷h نفر جمعیت دارد و ۵۶۶ متر بالاتر از سطح دریا واقع شده‌است.